# Goes
Goes (ɣus anhörenⓘ) (seeländisch Hues)  ist eine niederländische Stadt und Gemeinde in der Provinz Zeeland und hatte am 1. Januar 2025 laut Angabe des CBS 40.125 Einwohner. Zur Gemeinde gehören auch die Dörfer Kloetinge, Wolphaartsdijk, ’s-Heer Arendskerke, ’s-Heer Hendrikskinderen, alle mit über 1000 Einwohnern, und noch einige kleinere Ortschaften wie z. B. Kattendijke und Wilhelminadorp.

## Lage
Der Ort liegt auf der Halbinsel Zuid-Beveland, also südlich der Oosterschelde und nördlich der Westerschelde.

## Geschichte

### Mittelalter
Am Ufer eines inzwischen eingedeichten Wasserlaufes entstand im 10. Jahrhundert das Dorf Goes. Schon im 12. Jahrhundert wurden Märkte gehalten. Im Jahre 1405 bekam Goes die Jurisdiktion, das heißt das Recht der Bürger auf eigene Rechtsprechung; 1417 gewährte Jakoba von Bayern Goes das Recht, eine Stadtbefestigung zu bauen. Seinen wirtschaftlichen Aufschwung im Mittelalter verdankte Goes der Salzgewinnung sowie seinem Hafen und der Schifffahrt.

### Neuzeit
Im Jahre 1554 brannte die Stadt mit ihren vielen Holzhäusern nieder und wurde bald wieder aufgebaut. Im Achtzigjährigen Krieg wurde Goes 1572 von den Geusen belagert. Wallonische und deutsche Soldaten im spanischen Dienst unter dem Kommando von Cristóbal de Mondragón entsetzten die Stadt durch einen Überraschungsangriff: Sie rückten bei Niedrigwasser, oft bis zur Brust im Wasser watend, von Calfven bei Ossendrecht durch das Meer auf die Insel Zuid-Beveland vor. Diese wagemutige Unternehmung erregte europaweit Aufsehen. Gleichwohl fiel Goes 1577 in die Hände der aufständischen Holländer. Daraufhin wurden Festungsanlagen gebaut.
Vom 17. Jahrhundert an war Goes wieder eine Marktstadt für die umliegenden Bauern, die im 19. Jahrhundert stark an Bedeutung verlor. Als 1868 der Bahnanschluss zustande kam, trat ein wirtschaftlicher Aufschwung ein.

## Politik

### Sitzverteilung im Gemeinderat
Seit 1982 wird der Gemeinderat wie folgt gebildet:
| Partei            | Sitze | Sitze | Sitze | Sitze | Sitze | Sitze | Sitze | Sitze | Sitze | Sitze | Sitze |
| Partei            | 1982  | 1986  | 1990  | 1994  | 1998  | 2002  | 2006  | 2010  | 2014  | 2018  | 2022  |
| ----------------- | ----- | ----- | ----- | ----- | ----- | ----- | ----- | ----- | ----- | ----- | ----- |
| PvdA              | 6     | 8     | 6     | 5     | 5     | 5     | 7     | 5     | 2     | 2     | 5     |
| GroenLinks        | –     | –     | 2     | 2     | 3     | 3     | 3     | 2     | 1     | 2     | 5     |
| Nieuw Goes        | –     | –     | –     | –     | –     | –     | –     | –     | –     | 3     | 4     |
| CDA               | 8     | 7     | 7     | 6     | 5     | 7     | 6     | 6     | 7     | 5     | 4     |
| VVD               | 5     | 4     | 3     | 4     | 4     | 4     | 4     | 5     | 3     | 4     | 4     |
| ChristenUnie      | –     | –     | –     | –     | –     | 4     | 4     | 3     | 4     | 4     | 4     |
| SGP               | 2     | 2     | 3     | 3     | 4     | 4     | 4     | 3     | 4     | 4     | 4     |
| GPV               | –     | 0     | 3     | 3     | 4     | –     | –     | –     | –     | –     | –     |
| RPF               | –     | 0     | 3     | 3     | 4     | –     | –     | –     | –     | –     | –     |
| Partij voor Goes  | –     | –     | –     | –     | –     | –     | –     | –     | 2     | 2     | 2     |
| D66               | 1     | 1     | 2     | 3     | 2     | 2     | 1     | 2     | 3     | 2     | 2     |
| SP                | –     | –     | –     | –     | –     | –     | –     | 2     | 3     | 1     | –     |
| Nederland Mobiel  | –     | –     | –     | –     | 0     | –     | –     | –     | –     | –     | –     |
| Centrumpartij ’86 | –     | –     | –     | 0     | –     | –     | –     | –     | –     | –     | –     |
| PPR               | 1     | 1     | –     | –     | –     | –     | –     | –     | –     | –     | –     |
| PSP               | –     | 1     | –     | –     | –     | –     | –     | –     | –     | –     | –     |
| Gesamt            | 23    | 23    | 23    | 23    | 23    | 25    | 25    | 25    | 25    | 25    | 25    |

### Politische Gliederung
Die Gemeinde wird in folgende Ortsteile aufgeteilt:
| Nr. | Ort                      | Einwohner |
| --- | ------------------------ | --------- |
| 01  | Goes                     | 29.590    |
| 02  | Wilhelminadorp           | 795       |
| 03  | Kloetinge                | 3.495     |
| 04  | Kattendijke              | 550       |
| 05  | ’s-Heer-Arendskerke      | 1.385     |
| 06  | Eindewege                | 210       |
| 07  | ’s-Heer-Hendrikskinderen | 1.325     |
| 08  | Wolphaartsdijk           | 2.060     |
| 09  | Oud-Sabbinge             | 275       |
|     | Gemeinde                 | 39.685    |

1. ↑  Bezirksnummer
2. ↑  (Stand: 1. Januar 2024)

### Städtepartnerschaft
- Panevėžys, Litauen (1993–2021)[6]

Der Stadtrat hat diese Städtepartnerschaft am 22. Juli 2021 beendet.

## Verkehr und Wirtschaft

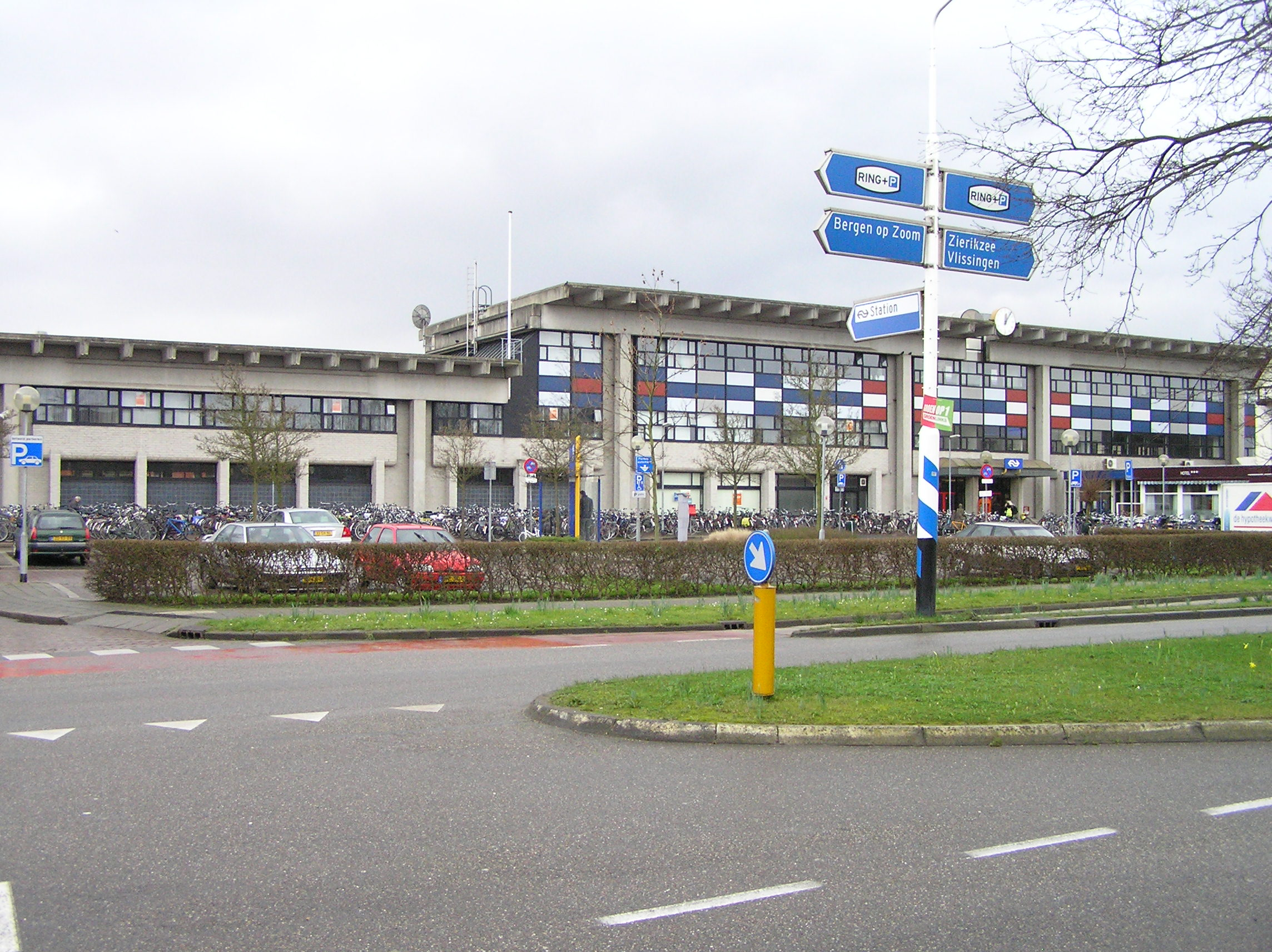
Der Bahnhof Goes

Goes liegt an den Auto- und Eisenbahnen zwischen Vlissingen und Roosendaal. Die Stadt ist das wirtschaftliche Zentrum der Halbinsel Zuid-Beveland. Es gibt unter anderem eine Fabrik für Pommes frites, eine Leimfabrik und zahlreiche Handelsunternehmen. Auch die Landwirtschaft und der Tourismus sind von Bedeutung. Ebenso befindet sich dort der Fernsehturm Goes.

## Sehenswürdigkeiten

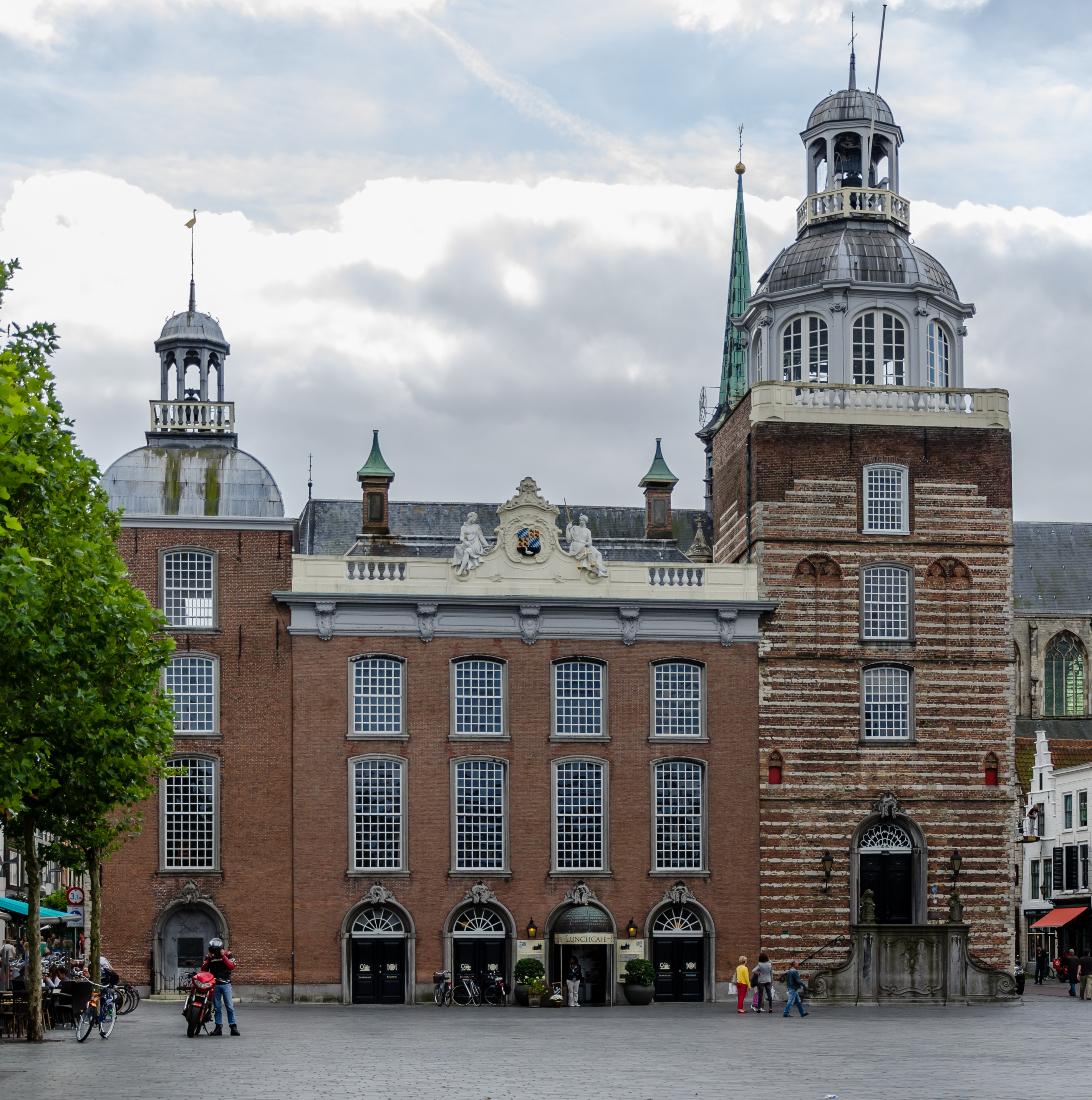
Rathaus von Goes

Die Innenstadt von Goes ist reich an malerischen alten Häusern aus dem 17. und 18. Jahrhundert. Auch die gotische Maria-Magdalenen-Kirche und das Rathaus sind sehenswert. Am Hafen befindet sich das spätgotische Huis Karel V.
Im Jahre 2005 ist in der Stadt das neue Museum HMDB (Historisch Museum De Bevelanden) eröffnet worden. Exponate sind unter anderem Silberwerk, Trachten, Gemälde, archäologische Fundstücke und alte Bücher.
Zwischen Goes und Borsele verkehrt im Sommer eine Museumseisenbahn mit Dampflokomotiven. Unterwegs hält diese im reizvollen Dorf Hoedekenskerke.
In der Nähe liegt das Veerse Meer, ein beliebtes Wassersportgebiet. In Goes befindet sich ein Jachthafen.

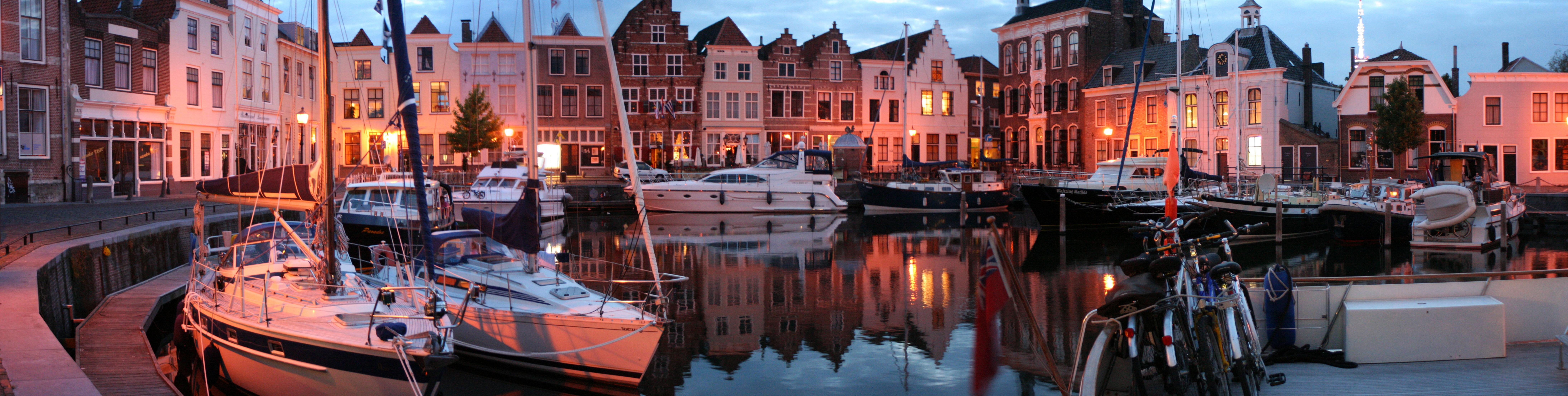
Hafen von Goes

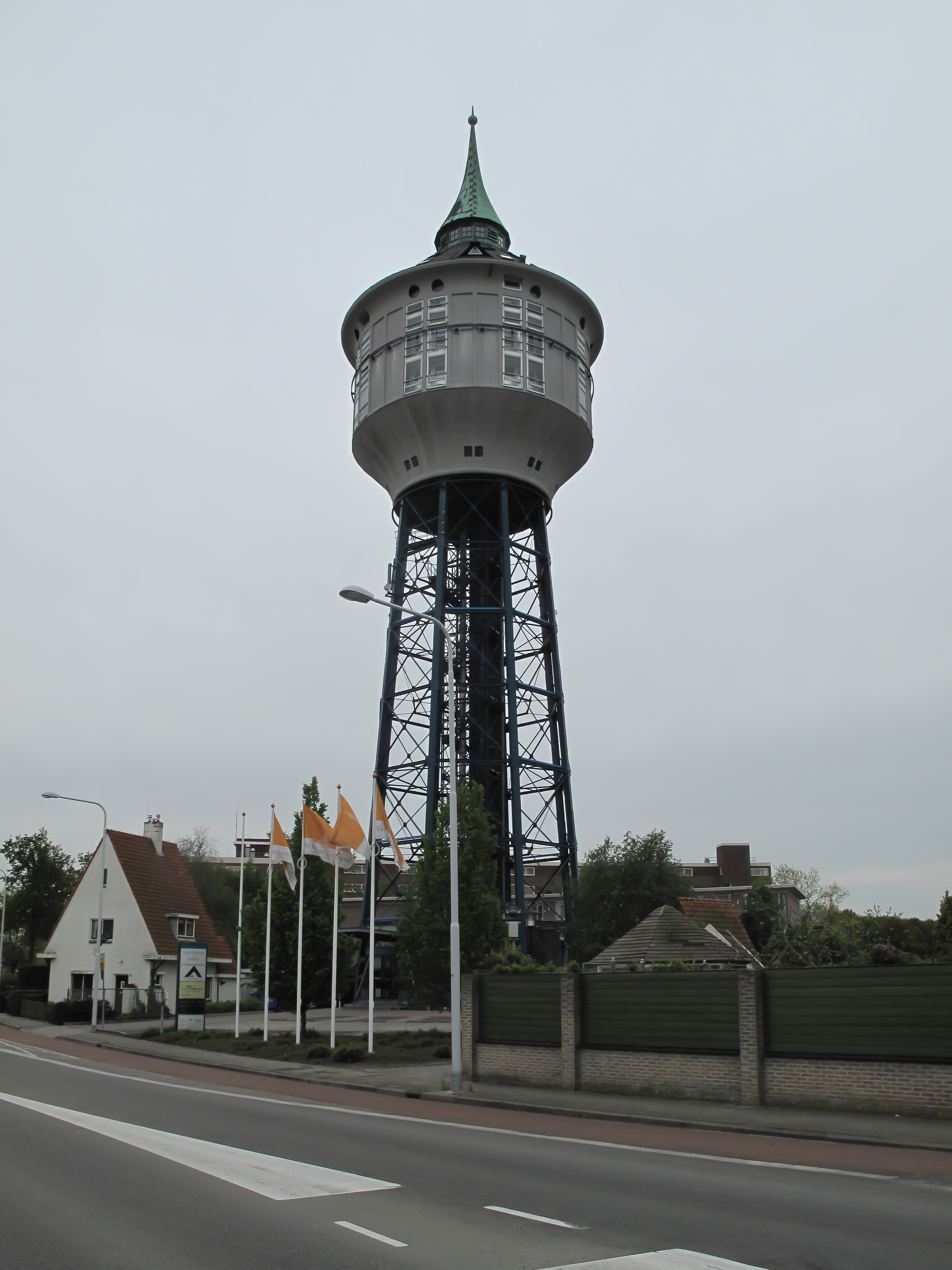
Goes, Wasserturm

Die gotische evangelische Geerteskerk befindet sich in Kloetinge.

## Söhne und Töchter der Stadt
- Albert Joachimi (1560–1654), Diplomat sowie Herr von Ostende und Hoedekenskerke
- Pieter Adrianus Ossewaarde (1775–1853), Ministerialbeamter und Politiker
- Christoph Heinrich Buys Ballot (1817–1890),  Physiker und Meteorologe
- Isaäc Dignus Fransen van de Putte (1822–1902), niederländischer Staatsmann
- John van Melle (1887–1953), südafrikanischer Schriftsteller
- Frans de Munck (1922–2010), Fußballspieler
- Rinus Ferdinandusse (1931–2022), Autor und Journalist
- Bas van Fraassen (* 1941), Wissenschaftstheoretiker und Vertreter des Konstruktiven Empirismus
- Leo van Doeselaar (* 1954), Organist, Pianist und Hochschullehrer
- Albert J. R. Heck (* 1964), Biochemiker
- Koen Vermeule (* 1965), Maler
- Myrna Veenstra (* 1975), Hockeyspielerin
- Mick van Dijke (* 2000), Radrennfahrer
- Tim van Dijke (* 2000), Radrennfahrer
- Dies Janse (* 2006), Fußballspieler